# Nam Hùng, Thiều Quan
Nam Hùng (tiếng Trung: 南雄市, Hán Việt: Nam Hùng thị) là một thành phố cấp phó địa của địa cấp thị Thiều Quan (韶关市), tỉnh Quảng Đông, Cộng hòa Nhân dân Trung Hoa. Thời Xuân Thu, xứ này thuộc đất Bách Việt, thời Chiến Quốc thuộc nước Sở, thời nhà Tần thuộc quận Nam Hải, thời lưỡng Hán thuộc huyện Nam Dã, thời Tam Quốc là huyện Nam Dã, quận Lư Lăng của Đông Ngô.